# Stazione di Gemelli
Stazione di Gemelli vasútállomás Olaszországban, Rómában. Nevét a közelében található kórházról kapta (Policlinico Agostino Gemelli).

## Vasútvonalak
Az állomást az alábbi vasútvonalak érintik:
- Viterbo–Róma-vasútvonal

## Kapcsolódó állomások
A vasútállomáshoz az alábbi állomások vannak a legközelebb:
- Stazione di Roma Balduina (Stazione di Roma Tiburtina, FL3)
- Stazione di Roma Monte Mario (Stazione di Viterbo Porta Fiorentina, FL3)